# Quartier général des Partisans à Novi Sad
Le quartier général des Partisans à Novi Sad (en serbe cyrillique : Партизанска база у Новом Саду ; en serbe latin : Partizanska baza u Novom Sadu) est un bâtiment situé à Novi Sad, la capitale de la province autonome de Voïvodine, en Serbie. Pendant la Seconde Guerre mondiale, il a servi de base aux Partisans communistes de Tito. En raison de sa valeur historique, il est aujourd'hui inscrit sur la liste des monuments culturels de grande importance de la république de Serbie (identifiant n° SK 1149),.

## Présentation
La maison située 15 rue Vojislava Ilića à Novi Sad a servi de base aux activités illégales des Partisans de Tito. La base y a été installée grâce à une coopération entre le Parti communiste de Yougoslavie et les propriétaires du bâtiment, Ćira Sovljanski et Svetozar Marković Toza, le secrétaire organisationnel du parti en Voïvodine. Elle était située au rez-de-chaussée de la maison et mesurait 160 m sur 220 m. Le Comité de libération pour la Voïvodine y a été fondé ; les informations de terrain y étaient centralisées et les directives d'actions y étaient élaborées. Le journal Slobodna Vojvodina (Voïvodine libre) y était imprimé, qui servait d'organe au Mouvement de libération nationale dans la région.
La base fut découverte par les occupants hongrois et elle fut attaquée dans la nuit du 18 au 19 novembre 1942. Deux militants communistes furent tués et Svetozar Marković Toza lui-même fut blessé et emprisonné.
En 1964, une plaque commémorative fut apposée sur la façade de la maison. Le bâtiment abrite aujourd'hui le Musée de la presse de Novi Sad, qui dépend du musée de Voïvodine ; il a été restauré en 1981, 1989 et 1991.